# Club Uruguay
Il Club Uruguay è un edificio storico situato nella città vecchia di Montevideo, in Uruguay. Si affaccia sulla centrale plaza Matriz, a breve distanza dalla Cattedrale di Montevideo e dal Cabildo

## Storia
L'edificio fu progettato dall'architetto italiano Luigi Andreoni nel 1885 e inaugurato il 25 agosto 1888. Nel corso della sua storia ha ospitato importanti personaggi della politica internazionale in visita nella capitale uruguaiana come il presidente americano Franklin Delano Roosevelt, il Principe di Galles, il presidente francese Charles De Gaulle, il presidente brasiliano Getúlio Vargas e la First Lady argentina Evita Perón. Nel 1986 fu dichiarato Monumento storico Nazionale.

## Descrizione
L'edificio presenta una facciata simmetrica suddivisa su tre differenti livelli, ognuno caratterizzato da un proprio stile architettonico. Il piano terra ospita alcune attività commerciali e richiama allo stile rinascimentale. Il primo piano invece ospita i saloni di ricevimento e gli uffici del Club Uruguay e presenta una facciata di gusto manierista caratterizzata da cinque archi sorretti da doppie colonne ioniche. L'ultimo piano, con la facciata balconata scandita da sei colonne corinzie, richiama al barocco.